# 流体动力与机电系统国家重点实验室
流体动力与机电系统国家重点实验室是位于中国浙江省杭州市浙江大学玉泉校区的一个中华人民共和国国家重点实验室，隶属于浙江大学工学部。

## 概况
实验室的前身是于1981年成立的浙江大学流体传动及控制研究室，1995年9月流体传动及控制实验室建成并通过国家验收，1997年和2003年通过国家评估。
路甬祥院士为实验室的学术带头人。现任实验室主任为陈鹰教授，居冰峰教授、刘昊和李德骏副教授为副主任。实验室学术委员会主任为路甬祥，谭建荣院士和王祖温教授为副主任。实验室现有54名固定人员，分属于流体传动及控制、机械电子工程、应用流体力学、信号处理及检测等专业。固定人员中有1名院士，39名教授（其中38名博导），7名副教授。在读研究生、博士后和客座人员近400名。